# Слуда (Нікольський район)
Слуда́ (рос. Слуда) — присілок у складі Нікольського району Вологодської області, Росія. Входить до складу Зеленцовського сільського поселення.

## Населення
Населення — 65 осіб (2010; 81 у 2002).
Національний склад (станом на 2002 рік):
- росіяни — 99 %